# Вончи (вулкан)
Вончи — потухший вулкан в центральной части Эфиопии, в регионе Оромия. Самый высокий вулкан страны.

## Основные сведения
Вулкан Вончи расположен в пределах Восточно-Африканской рифтовой долины, между городами Агэрэ-Хыйуот и Гыйон, в 98 км к западу от столицы государства Аддис-Абебы, и в 13,5 км от горы Денди, второго по высоте вулкана Эфиопии.

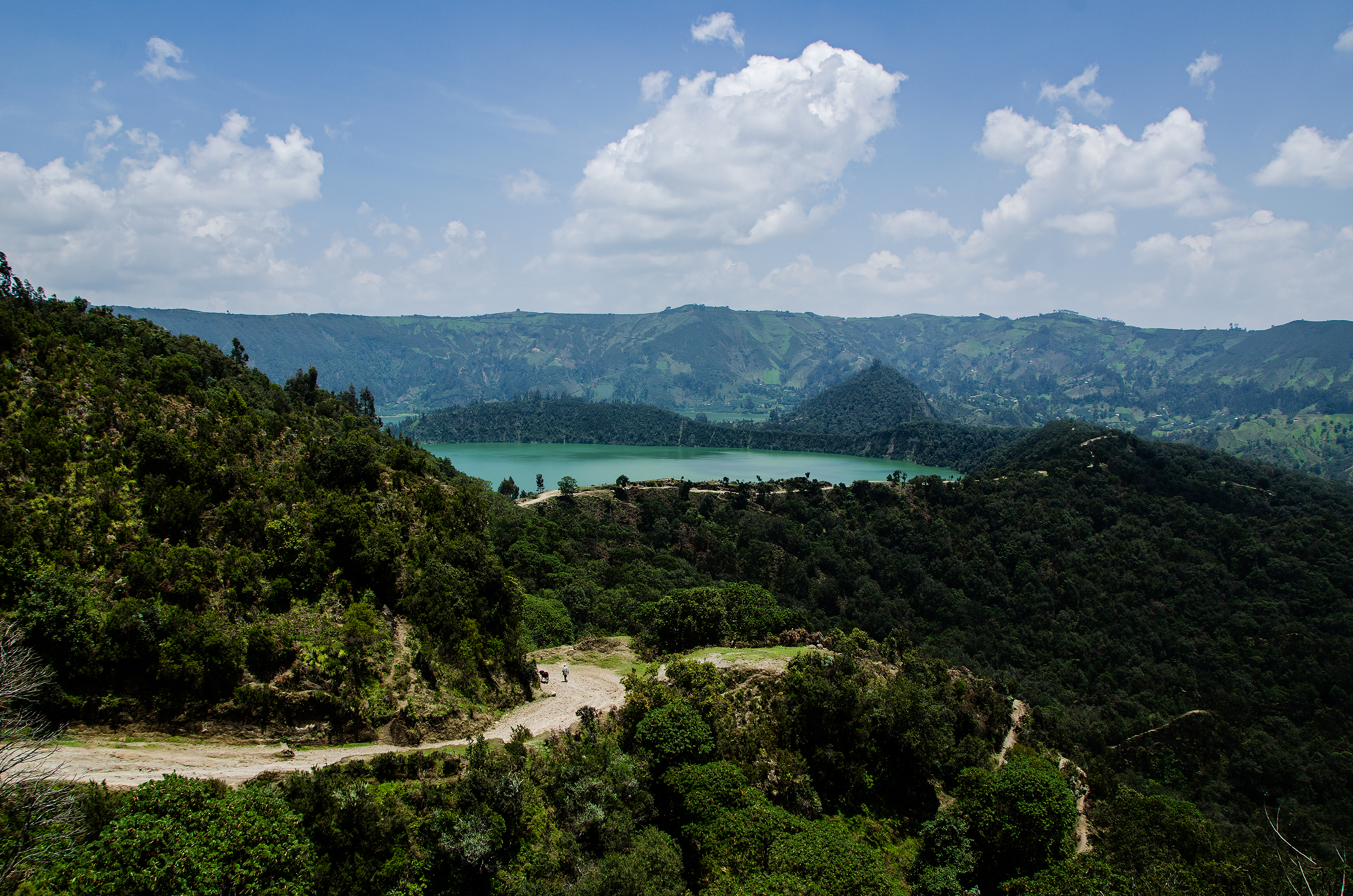
Вулканические озеро Вончи

Вулкан имеет кальдеру шириной около 4 км одноимённое озеро, примерно на 450 м ниже её края. Глубина котловины составляет до 900 метров, а озера до 400 метров.

## История
На одном из островов вулканического озера в XIII веке построен монастырь в честь Таклы Хайманота, перестроенный в XV веке императором Зэра Яыкоба.

В новое время вулкана достиг французский исследователь Жюль Борелли 18 ноября 1887 года и назвал его горой Харро (фр. Harro). Остановившись на нём, он составил такое описание:
Здесь потрясающе красиво. Я нахожусь в кратере. С северной стороны скальные стены высотой более 200 метров чередуются с пышными, изрезанными склонами, ведущими вниз к озеру. На юге продолжается хребет, на котором я стою, — это своего рода мыс, который делит кратер на две части и удерживает воду в северной части в подвешенном состоянии над обрывами. Уступы образуют фьорды в озере, вырезая его воды.
Оригинальный текст (фр.)Le site est d'une beauté saisissante. Je suis dans un cratère. Du côté nord, des murs de rochers, d'une hauteur de plus de deux cents mètres, alternant avec des pentes verdoyantes et coupées qui aboutissent au lac. Vers le sud, se prolonge l'arête sur laquelle je suis engagé, sorte de promontoire qui divise le cratère en deux parties et maintient les eaux, dans celle du nord, comme suspendues au-dessus des précipices. Les escarpements forment dans le lac des fjords qui découpent ses eaux.

## Туризм
С момента строительства дороги между Агэрэ-Хыйуот и Гыйон туризм стал одним из быстрорастущих секторов экономики в районе, а озеро Вончи стало предпочтительным местом для жителей близлежащих городов, включая Аддис-Абебу. Турист может арендовать лошадей, чтобы спуститься с горы к озеру. Дорога от берега вулкана до озера занимает около часа.